# Mancomunitat Tierras del Tormes
Tierras del Tormes és una mancomunitat de municipis de la província de Salamanca, que té com a cap Navales. Està formada pels municipis de:
- Aldeaseca de Alba
- Anaya de Alba
- Calvarrasa de Arriba
- Coca de Alba
- Ejeme
- Gajates
- Galinduste
- Galisancho
- Garcihernández
- Larrodrigo
- Navales
- Pedraza de Alba
- Pedrosillo de Alba
- Pelayos
- Peñarandilla
- Valdecarros